# 名古屋朝鮮初級学校
名古屋朝鮮初級学校（なごやちょうせんしょきゅうがっこう 나고야조선초급학교）は、学校法人愛知朝鮮学園が運営する愛知県豊明市栄町に所在する朝鮮学校である。

## 概要
日本の幼稚園・小学校に相当する教育を行っている各種学校（非一条校）である。2000年に名古屋市の愛知朝鮮第一初級学校・愛知朝鮮第二初級学校・愛知朝鮮第三初級学校を統合し、第一初級学校校舎に設立された。
名古屋市と周辺の市町（一宮市、清須市、北名古屋市、東海市、刈谷市、知立市、あま市など、2010年度は17市町）から208人の児童・園児が通う。園児及び小学校3年生まではスクールバス（2010年は8台）で通い、4・5・6年生は原則として公共交通機関で通学する。
在日韓国・朝鮮人の子弟がほとんどではあるが、2000年以降の南北融和の流れの中で、韓国人ニューカマーの児童・園児も通うようになった。

## 沿革
- 1945年9月25日 - 愛知朝鮮第一初級学校創立。
- 1945年～1946年 - 現校の元になる各学校（愛知朝鮮第二、第三、第四、第八、第九、第十初級学校）創立。
- 1975年4月 - 愛知朝鮮第九初級学校が第一へ統合。
- 1977年1月 - 愛知朝鮮第四初級学校が第三へ統合。
- 1988年1月 - 愛知朝鮮第一初級学校新校舎竣工。
- 1990年4月 - 愛知朝鮮第十初級学校が第一へ統合。
- 1997年 - 名古屋市から毎年 約780万円の補助金支給が開始[1]。
- 1999年4月 - 愛知朝鮮第八初級学校が第一へ統合。
- 2000年4月 - 名古屋市の3校（第一、第二、第三）を統合して現校を設立。
- 2008年12月 - 同校60余年の歴史を記録したDVD、｢ウリハムケ｣を制作、本編（45分）のほか付録編、卒業アルバムなどで構成。
- 2016年3月4日 - 北朝鮮のミサイル発射を受けて、名古屋市の河村たかし市長は、補助金約740万円の一部を支出しない考えを示した。朝鮮学校に対する補助金の執行停止は同市で初めて。愛知県からは県内5校の朝鮮学校に1,911万円の支給が継続されている[2]。
- 2022年4月 - 校舎老朽化のため、豊明市にある愛知朝鮮中高級学校の敷地内に移転[3]。

## 学科
- 初級部
- 幼稚園

## 児童・園児数
2015年9月現在、190人 。

## 交通アクセス
最寄り駅
- 名鉄名古屋本線中京競馬場前駅